# Размах (группа компаний)
«Разма́х» — группа демонтажных компаний, базирующаяся в Санкт-Петербурге.
Член Европейской ассоциации демонтажа (Eс 2018 года. В 2012 году занимала 45 % рынка города. Юридическое лицо — ООО «Размах ГП». С 2016 года входит в ТОП-100 крупнейших демонтажных компаний мира по версии журнала "Demolition and Recycling International" (Великобритания) В 2018 году компания заняла 31-место в мире и 18 место в Европе.

## История
Компания была создана в 1997 году И. В. Тупальским под названием «Ассоциация по сносу зданий». Она стала первой в России компанией, специализированной на услугах демонтажа. До кризиса 2008 года она считалась крупнейшим игроком на рынке сноса зданий.
В марте 2011 года группа компаний «Ассоциация по сносу зданий» вошла в новообразованную группу компаний «Размах». Это было сделано, чтобы расширить портфель заказов: «Размах» помимо демонтажа зданий с 2010 года занимается генподрядными работами. В настоящее время основным юридическим лицом группы компаний является ООО «Размах ГП» (зарегистрировано в октябре 2010 года).
Осенью 2014 года И. В. Тупальский покинул Россию и стал жить в Италии. Одновременно с сайта «Размаха» пропало упоминание о Тупальском, а управляющим партнёром стал Сергей Ефремов. Сам Тупальский заверил, что к бизнесу «Размаха» теперь никакого отношения не имеет — «ни физического, ни материального, ни управленческого». Многие участники рынка полагают, что «Размах» по-прежнему контролируется Тупальским.
С 2015 года ФГИК «Размах» выпускает отраслевой журнал «Редевелопмент», посвящённый проблемам подготовки территорий под застройку.
В 2016 году директор по инжинирингу компании Алексей Фунтов вошёл в состав экспертного совета по редевелопменту Российской гильдии управляющих и девелоперов.
В мае 2017 компания «Размах», по версии журнала Demolition & Recycling International, вошла в сотню крупнейших компаний, занимающихся сносом зданий.
Оборот компании за 2016 год составил 38 млн долларов, что позволило ей отыграть две позиции в рейтинге и подняться на 47-е место, утверждают авторы исследования. За год оборот российской фирмы увеличился на 3,3 млн долларов, подсчитали эксперты журнала. По итогам 2017 года компания поднялась на 31-е место в составленном Demolition & Recycling International рейтинге и заняла 18-место в Европе.
В октябре 2017 года компания отметила свой 20-летний юбилей, на мероприятии выступили победители Евровидения — финская группа Lordi. В том же году проект компании был номинирован в номинации «индустриальный демонтаж» на премию World Demolition Awards.
В феврале 2018 года Интерпол объявил в международный розыск Игоря Тупальского, однако оснований для экстрадиции предпринимателя в Россию итальянская сторона не нашла и в октябре того же года выпустила официальное заявление о том, «с учётом всех обстоятельств невозможно рассчитывать на справедливое и беспристрастное рассмотрение этого дела в России»
Осенью 2018 года ФГИК «Размах» провела всероссийский конкурс индустриальной фотографии, выбрав лучших промышленных фотографов страны на выставке в Артмузе.
С 25 июня 2019 года ФСБ России по Санкт-Петербургу и Ленинградской области начало проводить проверки дочерней компании ООО «Размах ГП» по факту мошенничества в особо крупном размере.

## Объекты
Наиболее известными объектами сноса являются стадион имени Кирова на Крестовском острове для строительства стадиона «Зенита» (2006), Петрозавод на Малоохтинском проспекте для строительства «Охта центра» (2007), трамвайный парк № 4 в Дегтярном переулке для строительства административно-делового комплекса «Невская ратуша» (2008), дом Рогова на Загородном проспекта (первая неудачная попытка), завод «Электросила» на Московском проспекте для строительства жилого комплекса (2012).
В 2010 году были снесены дворовые корпуса дома Проппера на Галерной улице, 40. КГИОП тогда обвинил «Ассоциацию по сносу зданий» в «уничтожении памятника архитектуры», было возбуждено уголовное дело. Губернатор В. И. Матвиенко заявила: «Так себя вести в Петербурге нельзя». Однако впоследствии уголовное дело было закрыто, а на месте снесенных корпусов построен жилой дом.
В ноябре 2015 ФГИК «Размах» провела подготовку территории под строительство инфраструктуры для резидентов индустриального парка «Станкомаш»
В 2016 году на долю ФГИК «Размах» пришлась реализация 30 % крупных проектов сноса и демонтажа по РФ, что на 14 % больше, чем по итогам 2015 года.
За 2016 год компания завершила 91 проект редевелопмента промышленных площадок. 26 проектов, находящихся в работе, будут завершены уже в 2017 году. На данный момент 45 % проектов в портфеле заказов «Размаха» приходится на Уральский, Сибирский и Дальневосточный федеральные округа, 22 % на Центральный, 16 % на Северо-Западный и 17 % на Южный.
В 2017—2018 году «Размах», в рамках приоритетного федерального проекта «Чистая страна», мероприятия, направленного на ликвидацию накопленного вреда окружающей среде, приступил к работе на территории недействующего предприятия ЗАО «Еврогласс». Работы выполняются по заказу департамента Смоленской области по природным ресурсам и экологии.
В 2018 году компания впервые вышла на рынок Владикавказа, произведя комплекс работ по сносу силосных башен по заказу ОАО «Электроцинк».
В 2018 году в рамках программы реновации жилищного фонда Москвы специалисты ФГИК «Размах» произвели комплекс инженерных изысканий по ряду объектов, расположенных в Метрогородке по адресу Открытое шоссе, 33. Разработанный по итогам работ проект получил положительное заключение Мосгосэкспертизы.
В ноябре 2019 года ООО «Размах ГП» попало в реестр недобросовестных поставщиков (РНП). Поводом стало расторжение госконтракта с Министерством природных ресурсов и экологии Магаданской области на проведение проектных работ в рамках федерального проекта «Чистая страна».
В рамках федерального проекта «Чистая страна» ООО «Размах ГП» имеет сложности в реализации действующего контракта по рекультивации помётохранилища «Снежной»